# Helipuerto Son Servera

i8
i11
i13
Der Helipuerto Son Servera ist ein  staatlich betriebener Hubschrauberlandeplatz im Gemeindegebiet der Stadt Son Servera auf der Baleareninsel Mallorca.
Der Heliport mit 60 × 40 m befindet sich im Ortsteil Cala Bona direkt an der Ostküste der Insel Mallorca. Auf dem Gelände sind in den Sommermonaten Hubschrauber einer Brigade zur Bekämpfung von Wald- und Flächenbränden stationiert. Neben der Tankstelle befinden sich die Mannschaftsunterkünfte. Betreiber des Heliports ist Instituto Balear de la Naturaleza (IBANAT) (Govern de les Illes Balears). Eigentümer des 14 Hektar großen Geländes ist das Ajuntament de Son Servera.
Der Heliport hat eine Sonderzulassung als Fire Fighting Base (Brandbekämpfung) und ist nicht für die allgemeine Luftfahrt zugelassen. Der Platz entspricht der ICAO-Brandschutzkategorie H3 für Hubschrauber mit einem Rotorkreisdurchmesser von bis zu 35 Meter.